# Запорізька ТЕС
Запорізька теплова електростанція — за встановленою електричною потужністю одна з найпотужніших теплоелектростанцій України (проект аналогічний Вуглегірській ТЕС). Станція забезпечує електроенергією економіки південних областей держави.
Розташована на території Запорізької області за 140 км на південь від обласного центру міста Запоріжжя і за 3 км від міста Енергодар.
Перша черга Запорізької ТЕС була побудована 22 травня 1973 року (на 15 місяців раніше терміну), а введена в експлуатацію з 24 травня 1973 року. Відкривав нову ТЕС перший секретар Запорізького обкому партії Михайло Всеволожський.
У січні 2007 року ТЕС виробила 500-мільярдну кіловат-годину електроенергії з моменту пуску в експлуатацію. До Запорізької ТЕС рекордного рубежу досягли Криворізька ТЕС ВАТ «ДТЕК Дніпроенерго» (у травні 2001 року) та Зміївська ТЕС ВАТ «Центренерго» (у грудні 2006 року).
Запорізька теплоелектростанція разом із Придніпровською та Криворізькою ТЕС входить до складу енергогенеруючої компанії ПАТ «ДТЕК Дніпроенерго», 76,04 % акцій якої належить НАК «Енергетична компанія України». Колектив станції налічує 2 400 працівників.
Паливом для електростанції є вугілля марки Г, ДГ, мазут та газ. Частка використання природного газу у структурі палива у 2010 році: енергоблоки 300 МВт 0,9 %.
На Запорізькій ТЕС установлено 2 енергоблоки потужністю 300 МВт, 2 енергоблоки потужністю 325 МВт та 3 енергоблоки потужністю 800 МВт, один з яких виведений з експлуатації, а два інші фактично не експлуатуються. Перший блок Запорізької електростанції був пущений у промислову експлуатацію 25 листопада 1972 року. Проектна встановлена потужність 3600 МВт була досягнута у вересні 1977 року. Видача потужності від електростанції здійснюється напругою 150 і 330 кВ з відкритих розподільних пристроїв.
ТЕС з'єднана з електромережею за допомогою ЛЕП потужностями 5×330кВ, 2х150кВ.
Рекордну кількість електроенергії — 24,8 млрд кВт·год — станція виробила у 1986 році, за що колектив ТЕС було нагороджено орденом Жовтневої Революції.
У 2006 році Запорізька ТЕС виробила 4581 млн кВт·год електроенергії, що на 2,7 % або на 119,4 млн кВт більше ніж 2005 року.
У 2021 році ДТЕК Запорізька ТЕС повністю відключилася від енергосистеми через замикання на підстанції «Луч» Запоріжжяобленерго..
5 травня 2022 року електростанція зупинила роботу через те, що в умовах російської окупації закінчилося вугілля.